# Stefan Łobacz
Stefan Łobacz (ur. w 1892 w Pawlukach, zm. 8 października 1945 w Warszawie) – polski lekarz, publicysta, polityk i działacz społeczny, poseł na Sejm I kadencji w II RP z ramienia Związku Ludowo-Narodowego. 

## Życiorys
Urodził się w niezamożnej chłopskiej rodzinie o korzeniach unickich, jako syn Jana i Praksedy z domu Semeniuk. W dzieciństwie i we wczesnej młodości pracował na gospodarstwie rolnym.
Dzięki pomocy dziadka dostał się do Gimnazjum Wojciecha Górskiego w Warszawie, gdzie uzyskał maturę w 1914 r. Początkowo studiował na Wydziale Filozoficznym Uniwersytetu Warszawskiego, lecz po pewnym czasie przeniósł się na Wydział Lekarski.
W 1918 r. wstąpił do 5 Pułku Ułanów i brał udział w kampanii wołyńskiej oraz kijowskiej. Po awansie na podchorążego został zastępcą lekarza pułkowego (3 VIII 1920 r.). W 1921 r. został przeniesiony do rezerwy i wrócił na studia medyczne. Jako działacz Narodowej Demokracji w czasach studenckich podczas wyborów parlamentarnych 1922 r. znalazł się na liście Związku Ludowo-Narodowego w okręgu nr 25. Został posłem z ramienia Chrześcijańskiego Związku Jedności Narodowej oraz członkiem Komisji Zdrowia Publicznego i Komisji Petycji. Znany był ze swojego zaangażowania politycznego jako organizator ponad 200 wieców i zebrań. Jednocześnie kontynuował studia medyczne.
W 1925 r. otrzymał tytuł doktora wszechnauk lekarskich. W 1927 r. był członkiem komitetów honorowych przygotowujących powrót do macierzystych sanktuariów obrazów Matki Boskiej czczonych na Podlasiu: MB Kodeńskiej i MB Leśniańskiej.
Po nieudanym starcie w wyborach parlamentarnych 1928 r. podjął pracę w Szpitalu Karola Boremeusza w Białej Podlaskiej. Od 1931 do 1932 pracował jako chirurg w szpitalu w Częstochowie, a od 1933 r. w Hrubieszowie jako dyrektor szpitala powiatowego. Po wybuchu II wojny światowej leczył rannych żołnierzy i ludność cywilną. Uczestniczył w ruchu oporu jako lekarz partyzantów. W listopadzie 1944 r. został członkiem izby lekarskiej w Lublinie.
16 czerwca 1945 roku zapadł na gwałtowną chorobę. Przeniesiony na leczenie do Warszawy zmarł 8 października 1945 r. Pochowany został na Powązkach w kwaterze 257 D.
Publikował w czasopismach medycznych i społeczno-politycznych (m.in. „Podlasiak”).